# 810
| 810                |
| ------------------ |
| Dødsfald - Fødsler |
|                    |

| Gregoriansk kalender | 810 DCCCX               |
| Ab urbe condita      | 1563                    |
| Armensk kalender     | 259 ԹՎ ՄԾԹ              |
| Kinesiske kalender   | 3506 – 3507 己丑 – 庚寅 |
| Etiopisk kalender    | 802 – 803               |
| Jødisk kalender      | 4570 – 4571             |
| Hindukalendere       |                         |
| - Vikram Samvat      | 865 – 866               |
| - Shaka Samvat       | 732 – 733               |
| - Kali Yuga          | 3911 – 3912             |
| Iransk kalender      | 188 – 189               |
| Islamisk kalender    | 194 – 195               |

## Dødsfald
- Godfred, dansk konge

| År | Spire Denne artikel om et år, årti, århundrede eller årtusinde er en spire som bør udbygges. Du er velkommen til at hjælpe Wikipedia ved at udvide den. |